# Lac Tangeum
Le lac Tangeum est un lac artificiel situé à Chungju en Corée du Sud qui a été créé en endiguant la rivière  Hangang
Les championnats du monde d'aviron 2013 s'y sont déroulés.

## Géographie
Le lac se trouve à quelques kilomètres en aval du barrage de Chungju  , qui forme le plus grand réservoir de Corée du Sud avec une hauteur de 98 mètres et régule le débit du Hangang dans la région de Tangeumsee. Le courant est constamment faible, c'est pourquoi le lac est bien adapté aux activités de loisirs et aux sports nautiques.
Sur le lac, le parcours International Tangeum Lake Regatta est situé légèrement au-dessus du bassin de retenue. Ce parcours a accueilli les championnats du monde d'aviron 2013 et d'autres régates internationales d'aviron .

## Événements sportifs
- Championnats d'Asie 2007 d'aviron avec 556 participants de 20 nations
- Régate de qualification asiatique pour la régate olympique d'aviron de 2012 (26-29 avril 2012)
- Championnats du monde d'aviron 2013
- Championnats asiatiques d'aviron 2019 avec 355 athlètes de 21 pays